# Голокост у Чернігові
Голокост у Чернігові — систематичне винищення євреїв на території міста Чернігова, окупованого нацистською Німеччиною у роки Другої світової війни.

## Чисельність єврейського населення Чернігова до нацистської окупації
Згідно з переписом 1926 р. у м. Чернігові мешкали 10607 євреїв. На початку Другої світової війни у 1939 р. чисельність євреїв зросла до 12204, що складало 17,79 % населення міста. У міжвоєнний період почалася швидка асиміляція євреїв серед місцевого населення. Багато з них змінили імена, по-батькові та прізвища. Про дітей від змішаних шлюбів подавали свідчення з українською або російською національністю.

## Спроби евакуації єврейського населення (серпень 1941р.)
За розповідями очевидців, напередодні вступу у місто окупантів, з Чернігова було відправлено відразу чотири ешелони з біженцями, серед яких було багато євреїв. Однак транспорту дочекалися не всі. Ще до втрати Чернігова був окупований залізничний шлях, що вів на схід країни, тож уся Чернігівщина була відрізана від зовнішнього світу. Було прийнято рішення вивозити людей річним транспортом з Чернігова вверх по Десні в напрямку Брянська. Однак скористатися цим шляхом можна було впродовж короткого терміну. Остання баржа, яка змогла вирватися з оточення, вийшла з Чернігова 20 серпня, далі — шлях для порятунку річковим транспортом був відрізаний.
Залишався єдиний спосіб — рятуватися самостійно, на возах або пішки. Люди, які завчасно вирушили у дорогу, змогли втекти подалі від лінії фронту і врятувалися. Ті, що спізнилися — загинули у дорозі, або повернулись додому, де їх також чекала смерть. До кінця серпня усі шляхи, які вели на схід країни, були блоковані окупаційними військами. Біженців, які намагалися вирватися з оточення, ловили поліцаї та знищували.

## Масові вбивства (осінь 1941р.)
9 вересня до Чернігова вступили окупаційні війська, а разом з ними прибула і айнзацкоманда 7-б карателі СС (командир штурмбанфюрер СС Рауш). З діяльністю цієї команди пов'язано перше масове вбивство 19 євреїв Чернігова.
У перший місяць окупації міська управа почала підготовку до тотального знищення неугодних новій владі осіб — радянсько-партійних працівників, держслужбовців та євреїв. Внаслідок чого з'явився наступний документ:
Наказ № 4 міського управління
29 вересня 1941 року
Відповідно з наказом місцевої комендатури, наказую провести реєстрацію:
1. Усього чоловічого населення міста віком від 16 до 45 років включно.
2. Усіх командирів та політпрацівників РРСА, членів та кандидатів ВКП(б), колишніх працівників НКВС та працівників тюрми, незалежно від віку та статі.
3. Усіх жителів міста — єврейської національності, незалежно від віку та статі.
4. Жителям міста, вказаних категорій, з'явитися для реєстрації в адміністративний відділ міського управління з 9:00 до 17:00, маючи на руках документи. Реєстрацію закінчити до 5 жовтня цього року.
5. Особи, які уникнуть реєстрації, будуть притягнуті до відповідальності за законами воєнного часу.
Міський староста Азаров
Реєстрація відбувалася у адміністративному відділі Міського управління, що розташовувалося по вул. Коцюбинського, 40.
У кінці жовтня 1941 р. більша частина євреїв була розстріляна зондеркомандою 4а, командир Пауль Бломбель: 23.10.41 — 116 осіб, 24.10.41 — 144 особи, 28.10.41 — 30 осіб. На 01.12.41 р. в Чернігові були офіційно зареєстровані 57 євреїв, які були розстріляні зимою 1941/42 рр..
В цей час за свідченнями Ященка Порфирія Митрофановича від 25.11. 1943 р.:
„Всі арештовані єврейські родини звозилися у кар'єри цегляного заводу № 2 по вулиці Шевченка, там їх роздягали і звозили машинами у сад Рашевщина (вул. Шевченка 130), де поліція СД під керівництвом робітників німецької фельджандармерії проводили розстріли з автоматів. Всього було розстріляно євреїв біля 4 тисяч.“
За іншими свідченнями основні акції зі знищення євреїв були проведені у листопаді 1941 р. Перед розстрілом міська управа оголошувала про збір усіх євреїв на площі, з речами, нібито для переселення на нове місце проживання. Зібрані на площі євреї були з усіх сторін оточені карателями, усе майно було відібрано, а потерпілих завантажено до машин. Їх було вивезено до села Коти і розстріляно в заздалегідь підготованих ямах урочища Березовий Рів. Перед розстрілом, як повідомляють свідки, жертви були роздягнені до спідньої білизни. Тих, хто сховалися та не з'явилися на збірний пункт, ловили і вбивали на місці, або відвозили до тюрми і в подальшому розстрілювали. Існують документальні підтвердження про місця масового знищення євреїв Чернігова: Березовий рів, Рашевщина, 2-й Холодний яр, кар'єр цегляного заводу.

## Вбивства євреїв у Чернігівській тюрмі
У перші дні окупації в Чернігові запрацювала місцева в'язниця, що підпорядковувалася спочатку ортскомендатурі (нім. Ortskommandatura — місцева комендатура, територіальний орган військової окупаційної влади), потім — міській управі, поліції безпеки, Допоміжній поліції (нім. Hilfspolizei, скороч. Ніро — воєнізоване формування, створене окупаційною адміністрацією з представників місцевого населення, колишніх радянських військовополонених, які зголосилися на службу в гіпо), а пізніше — СД. Арештованих ділили на три-чотири категорії. До першої належали комуністи, комсомольці та партизани, відносно яких велося слідство. Ці в'язні обліковувалися за прізвищами з фіксацією дати арешту та служби, на якій вони перебували. Їм видавали 200 г хліба на день, іноді — тарілку супу.
Другу категорію становили здебільшого громадяни єврейської національності, яких утримували у значно гірших умовах, у переповнених камерах, без їжі та води, адже на них чекала лише одна дорога — на розстріл або в „душогубки“ (спеціально обладнані автофургони, вихлопні гази від їх двигунів виводилися в герметично закритий кузов), що використовувалися німцями як мобільний засіб знищення людей.
Приречені в'язні-євреї часто навіть не обліковувалися, хоча перед тим масове організоване знищення здійснювалося за ретельно складеними списками, в яких не пропускали нікого — ані літніх людей, котрі доживали віку, ані немовлят, які ще не зробили жодного кроку. Цих жертв терору об'єднувала лише їхня національність, котра у спотвореній расовою теорією свідомості нацистів уважалась єдиним і головним злочином. 
До третьої категорії належали позбавлені волі через різні причини цивільні громадяни, а також кримінальні злочинці. 
До четвертої — військовополонені.
У справі архіву управління СБУ в Чернігівській області вміщено зізнання поліцейського з м. Щорса (Чернігівської області), яке він давав у квітні 1945 р.:
»… за розпорядженням німецької влади поліція, в тому числі і я, брали участь у конвоюванні жінок та дітей, що утримувалися в гетто, до Чернігова. Пам'ятаю, було дуже голодно, коли ми саньми везли близько 200 осіб жінок та дітей до Чернігова. По прибуттю, арештованих ми здали у тюрму, де всі вони були розстріляні, за виключенням декількох осіб, так званих «перехрещених» і тих жінок, що були заміжні за руськими… Пізніше ці жінки були знов арештовані, … і всі були розстріляні — весною 1942 року"
Чернігівській єврейській громаді відомі прізвища 36 осіб м. Чернігова та Чернігівського району, що загинули у чернігівській тюрмі.

## Порятунок євреїв у м. Чернігові
За даними німецької окупаційної влади на 1 квітня 1942 р. євреїв у Чернігові не залишилося. З поверненням радянської влади на 1 жовтня 1943 р. їх виявилося 27 осіб. До цього слід додати дітей змішаних шлюбів, що були врятовані за допомогою родичів-українців та росіян.
5 сімей чернігівців увійшли до списку праведників України, створеного Єврейською Радою України та фондом «Пам'ять Бабиного Яру». 22 березня 2006 р. це звання отримав Вершняк Петро Іванович та його батьки Вершняк Варвара Михайлівна та Вершняк Іван Михайлович. Петро Вершняк на прохання єврейських жінок, що змушені були йти реєструватися у німецькій комендатурі міста, виніс їх доньку та онуку Асю до сусіднього с. Слободи, де за участі батьків вона переховувалася до кінця окупації та була врятована.
Праведниками України від 14 жовтня 2004 р. визнана родина Скопенків: батько Петро Іларіонович, син Анатолій Петрович та донька Тамара Петрівна. В Чернігові вони переховували родину з Гомеля з другом батька Наумом Лазаревичем та його дружиною Анною та донькою Раєю. Іншій родині Майліс Сталіни (Сарри) Владимирівни та її чоловіку Леву і сину Леву допомагали продуктами. У 1942 р. обидві родини були переправлені до партизанського загону імені Коцюбинського.
Звання праведниці України присвоєно 22 березня 2006 р. Подпригорщук Тетяні Пантеліївні та її матері Ященко Акуліні Миколаївні. 26 вересня 2008 р. Подпригорщук Тетяна Пантеліївна 1926 р.н. була нагороджена орденом «За заслуги» III ступеня. У них у квартирі переховувалися фронтовички-зв'язкові єврейської національності Анна та Марія. Під час єврейського погрому в Чернігові жінки забрали до себе додому єврейку Голду. Тетяна та мати переховували у себе вдома родину єврея Сороки Анісія Львовича. Врятувати їх не змогли; під час облави Тетяну сильно побили, забрали у тюрму разом з матір'ю та єврейську родину також. У свої 17 р. Тетяна пішла до партизанського загону Таранущенка зв'язковою.
Звання праведників України від 22 березня 2006 р. отримали Нехай Микола Митрофанович, його дружина Нехай Марія Дмитрівна та донька Клановець Катерина Миколаївна. 5 травня 2008 р. Клановець Катерина Миколаївна отримала орден «За заслуги» III ступеня. У 1941 р. у м. Чернігові на вулиці Широка 6 вони рятували єврейську дівчину Капустіну Маню Хаймівну, родину якої заарештували та розстріляли німці. Пізніше Клановець Катерина відвела Маню Капустіну у с. Відильці, де вона жила як сирота у дитячому будинку, згодом її відправили на роботу до Німеччини. Після війни вона виїхала до Ізраїлю, звідки письмово підтвердила свідчення про родину рятівників.
Звання праведниць України отримали мати та донька: Коломійцева Галина Митрофанівна та Кудрявцева Людмила Михайлівна. 26.вересня 2008 р. Кудрявцева Людмила Михайлівна 1924 р.н. отримала орден «За заслуги» III ступеня. З вересня 1941 р. до січня 1942 р. вони ховали у себе в квартирі Барлову Берту Григорівну, яка була їх знайомою. Будинок Барлової згорів, евакуюватися не вдалося, тому Барлова прийшла у будинок Людмили Кудрявцевої. У Чернігові вже поширювали об'яви, що за видачу євреїв німці нагороджують мішком цукру та борошна. Бартова готова була йти до комендатури, щоб не наражати жінок на небезпеку, але Людмила Кудрявцева її не відпустила. Так вона переховувалася в часи масових розстрілів у Чернігові. У січні 1942 р. Людмила Кудрявцева за наполяганням Бартової, почепивши їй хрестик на шию, допомогла вийти з Чернігова. Бартовій вдалося перейти лінію фронту, і у 1943 р. вона вже працювала у радіокомітеті м. Орла.